# Restio pedicellatus
Restio pedicellatus är en gräsväxtart som beskrevs av Maxwell Tylden Masters. Restio pedicellatus ingår i släktet Restio och familjen Restionaceae. Inga underarter finns listade i Catalogue of Life.